# Riciclaggio dell'alluminio

Il simbolo internazionale per i materiali riciclabili

Il riciclaggio dell'alluminio (o riciclo dell'alluminio) è un settore specifico del riciclaggio dei rifiuti, e consiste in un insieme di operazioni che vengono svolte sui rifiuti composti da alluminio per ottenere nuovo materiale da reimmettere nei processi produttivi.

## Il materiale
L'alluminio è un materiale che si presta a una vastità di applicazioni e possibilità di riutilizzo, grazie alle sue proprietà:
- Leggerezza (un terzo dell'acciaio)
- Durata: l'ossido superficiale è una barriera alla corrosione atmosferica
- Conducibilità elettrica
- Conducibilità termica
- Conducibilità sonora
- Non tossicità
- Diamagnetismo
- Lavorabilità: può essere modellato con tutte le comuni tecniche di lavorazione, più facilmente della maggior parte degli altri metalli
- Versatilità: possibilità di formare molte leghe, rigide o elastiche
- Riciclabilità con un costo energetico contenuto. Il suo recupero e riciclo, oltre a evitare l'estrazione di bauxite, consente di risparmiare il 95% dell'energia richiesta per produrlo partendo dalla materia prima: per ricavare dalla bauxite 1 kg di alluminio sono necessari 14 kWh, mentre per ricavare 1 kg di alluminio nuovo da quello usato servono solo 0,7 kWh di energia.

L'alluminio è perciò un materiale largamente presente nei prodotti di consumo:
- trasporti (il settore a più alta utilizzazione dell'alluminio): componenti del motore, pompe, ruote, mozzi, cornici e finiture, paraurti, sponde da camion, furgonature, elementi di carrozzeria, scambiatori di calore
- edilizia: serramenti, facciate continue, infissi, recinzioni, edilizia prefabbricata, termosifoni, scambiatori di calore, lamiere per controsoffittature, coperture
- costruzioni meccaniche: macchine per stampa, tessili, per la lavorazione del legno, per ufficio, computer, strumentazione
- settore domestico: pentolame, elettrodomestici, cabine doccia, mobilio, apparecchiatura di illuminazione, componenti di arredo, attrezzature per sport e tempo libero, imballaggi
- elettronica: in competizione al rame, ad esempio per linee elettriche aeree di distribuzione

Il riciclaggio dell'alluminio proveniente da raccolta differenziata dei rifiuti urbani riguarda in particolare gli imballaggi: lattine per bevande, scatole per alimenti, bombole aerosol, chiusure per bottiglie e vasi, tubetti, vaschette, fogli sottili, involucri. La raccolta dalla quale si estrae alluminio può essere monomateriale o multimateriale (mettendo insieme ad es. anche vetro e materie plastiche).

## Procedure
Il rifiuto va inviato all'impianto di separazione e primo trattamento. Si separano eventuali metalli magnetici (ferro)  o da altri materiali diversi (vetro, plastica, ecc.) tramite un separatore che funziona a correnti parassite generate dal campo magnetico presente.
Vengono poi pressati in balle e portati alle fonderie, dove, dopo un controllo sulla qualità del materiale, vengono pretrattati a circa 500 °C per eliminare vernici o altre sostanze estranee aderenti, mentre la fusione avviene poi in forno alla temperatura di 800 °C, fino ad ottenere alluminio liquido che viene trasformato in un lingotto pesante.

## Applicazioni
L'alluminio riciclato ha proprietà equivalenti a quello originario, e può essere impiegato per nuovi imballaggi, industria automobilistica, edilizia, casalinghi…
A livello nazionale, esistono opportuni Consorzi di filiera, nati con il Decreto Ronchi, che si occupano del recupero di differenti frazioni merceologiche.
Per l'alluminio, tale entità è il CIAl (Consorzio Imballaggi Alluminio), che ha tra i propri compiti quello di garantire il recupero degli imballaggi in Alluminio provenienti dalla raccolta differenziata fatta dai Comuni.
I risultati ottenuti in termini di raccolta differenziata, riciclo e recupero, sono particolarmente positivi e hanno reso l'Italia un esempio per tutta l'Europa.

## Cosa conferire nell'alluminio
- Lattine per bevande
- Bottiglie in alluminio
- Scatolette per pesce, carne e legumi
- Scatolette e vaschette per cibo per animali
- Vaschette e vassoi
- Bombolette aerosol/spray vuote
- Foglio di alluminio da cucina (carta stagnola)
- Foglio leggero di alluminio per cioccolata
- Tubetti per cosmetici o per uso alimentare
- Tappi a vite
- Capsule per la chiusura delle bottiglie
- Coperchietti dello yogurt
- Capsule del caffè svuotate dal contenuto
- Piccoli oggetti anche se non sono imballaggi (es. caffettiere)

### Identificazione dell'alluminio riciclabile
Tutti gli oggetti di alluminio che possono essere riutilizzati portano la sigla "Al" oppure "alu".
Non vanno raccolti assieme all'alluminio i contenitori etichettati "T" e "F", che ricadono nella categoria “pericolosi” in quanto contenenti prodotti chimici quali colle, diserbanti, battericidi, solventi, acidi, ecc.